# Homogeniteitsbeginsel (staatsrecht)
Het homogeniteitsbeginsel is een staatsrechtelijk basisprincipe, dat inhoudt dat de regering naar buiten toe een eenheid dient te vormen.

## Nederland
Op 19 september 1823 voerde koning Willem I der Nederlanden het beginsel bij Besluit in. De invoering van de ministeriële verantwoordelijkheid bij de Grondwetsherziening van 1848 had tot gevolg dat ministers in plaats van de Koning de verantwoordelijkheid droegen voor het beleid. Vóór deze herziening droeg de Koning de verantwoordelijkheid en voerden de ministers slechts zijn besluiten uit. Het homogeniteitsprincipe is ingevoerd om te voorkomen dat ministers op eigen houtje beleid zouden kunnen voeren en dat zij vervolgens tegenover het parlement alleen zouden staan.
In 1850 werd het in het reglement van orde voor de ministerraad (RvOMR) opgenomen en sinds 1994 is het beginsel vastgelegd in artikel 12. In artikel 26 van dit reglement is de hieraan gerelateerde geheimhoudingsplicht vastgelegd.
In de nota van toelichting bij dit reglement werd aangegeven dat in het geval dat een minister een besluit van de raad niet wenst te accepteren, hij door de voorzitter van de raad (de minister-president) kan worden ontslagen als hij niet zelf ontslag neemt. Het homogeniteitsprincipe geldt pas als de raad een besluit heeft genomen.